# الشخصيات المتكررة في الكتب الخاصة بهيركيول بوارو
تفاصيل هذه الصفحة عن الشخصيات الخيالية التي أنشأتها أجاثا كريستي في قصصها عن المحقق البلجيكي هيركيول بوارو

## النقيبب آرثر هستنغز
صديق بوارو العزيز والذي يتعرف عليه في أوروبا، ومن ثم يصبح شريكه، ويظهر في كثير من الروايات والقصص. وهو عنصر قوي في التحقيق، وهو شجاع ففي رواية الأربعة الكبار لم يتزعزع، وفي إحدى الروايات عندما اضطر للاختيار بين بوارو وزوجته اختار بوارو، وقد كان الاثنان يقطنان معًا حتى التقى هستنغز بزوجته دوكي دولفين

## أريادني أوليفر
السيدة أوليفر كاتبة روايات الغموض وصديقة بوارو تساعده في حل القضايا من خلال معرفتها للعقل الإجرامي. وغالبًا ما تدعي أن لديها هبة "الحدس الأنثوي"، لكن ذلك عادةً ما يؤدي إلى ضلالها. وهي مولعة بشكل خاص بالتفاح، وغالبًا تكتب قصصها بالمحقق الخيالي سفن هيرسون

## الآنسة فلستي ليمون
سكرتيرة بوارو الآنسة ليمون، امرأة منظَّمة جدًّا وهي خبيرة في كل شيء، وخططَت لإنشاء نظام إيداع يقارب الكمال. وقد عملت لدى باركر بين أيضًا

## كبير المفتشين جيمس هارولد جاب
جاب هو مفتش من شرطة سكوتلاند يارد ويظهر في كثير من الكتب، ومتهور أحيانًا طبيعة علاقته مع بوارو هي واحدة من الجوانب الغريبة في عالم بوارو. التقى بوارو لأول مرة في بلجيكا عام 1904، واجتمعا في إنجلترا حيث غالبًا ما يساعد بوارو

## جورج
جورج هو خادم إنجليزي كلاسيكي وُظِّف لدى بوارو في عام 1923 ولم يتركه حتى عام 1970، أي قبل وفاة بوارو بفترة وجيزة. جورج لديه معرفة واسعة بالطبقة الأرستقراطية الإنجليزية وقطعًا جورج يضفي تباين ثابت إلى هستنغز

## العقيد ريس
عقيد الجيش السابق شخص ذكي للغاية، كانت له مهمة كقائد لقسم مكافحة التجسس في جهاز المخابرات البريطاني MI5. صديق بوارو وقد عُرِف بصبره، رباطة جأشه، وقدرته على كشف الحقائق بسرعة